# CST9L
CST9L‏ (Cystatin 9 like) هوَ بروتين يُشَفر بواسطة جين CST9L في الإنسان.